# Marcel Campistron
Marcel Campistron, född 12 november 1901 i Madagaskar, död 27 november 1945 i Tunisien, var en fransk diplomat som fick flera utmärkelser. Han var aktiv under Andra världskriget men dog i en flygkrasch under ett uppdrag i Frankrike.  

## Dekorationer
- Légion d’honneur
- Médaille de la Résistance
- Croix de Guerre 39/45
- Distinguish order
- Etoile Royale de la Grande Comore